# 大平下駅
大平下駅（おおひらしたえき）は、栃木県栃木市大平町富田にある、東日本旅客鉄道（JR東日本）両毛線の駅である。

## 歴史
- 1895年（明治28年）3月8日：両毛鉄道の富山駅（とみやまえき）として開設[2]。名称は当時の村名である富山村にちなむ。松本和七らが発起人となり、駅新設運動を展開した結果、設置された[3]。
- 1897年（明治30年）1月1日：日本鉄道に譲渡。
- 1906年（明治39年）11月1日：日本鉄道国有化[2]、官設鉄道に移管。
- 1909年（明治42年）10月12日：線路名称が制定され、両毛線の駅となる。
- 1918年（大正7年）10月16日：大平下駅（おおひらしたえき）に改称[3]。名称は太平山の麓にあることから。
- 1949年（昭和24年）6月1日：公共企業体日本国有鉄道（国鉄）発足に伴い、その所属となる。
- 1972年（昭和47年）7月1日：貨物取扱廃止[2]。
- 1984年（昭和59年）2月1日：荷物扱い廃止[2]。
- 1985年（昭和60年）3月14日：無人駅化[4]。以降1990年ごろまで要員機動センター職員による特別改札実施駅となる。
- 1987年（昭和62年）4月1日：国鉄分割民営化に伴い、東日本旅客鉄道（JR東日本）の駅となる[2]。
- 2001年（平成13年）
  - 夏：交換設備撤去（2面3線→1面1線）。
  - 11月18日：ICカードSuica供用開始。
- 2003年（平成15年）12月1日：直営駅から無人駅化。
- 2019年（令和元年）
  - 9月13日：簡易自動券売機からEV20へ券売機の更新が行われ、Suicaのチャージや履歴印字、タッチでGo！新幹線の登録、一部のお得なきっぷの購入が可能になる。
  - 10月13日：前日に通過した令和元年東日本台風（台風19号）の影響に伴い営業休止。
  - 11月11日：営業再開。

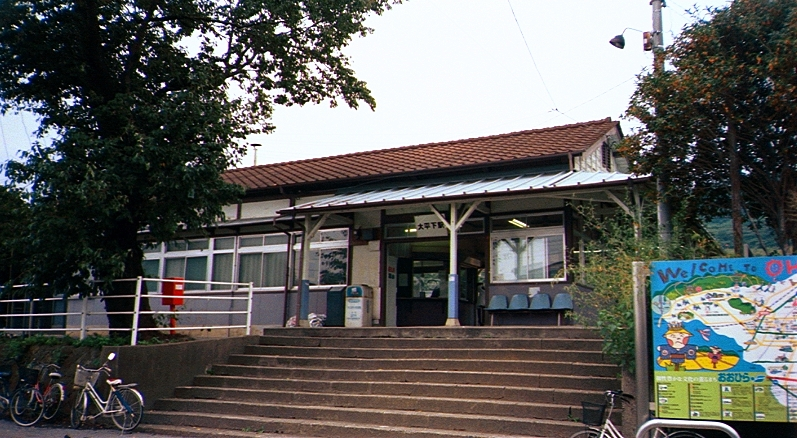
改築前の駅舎（1996年10月）
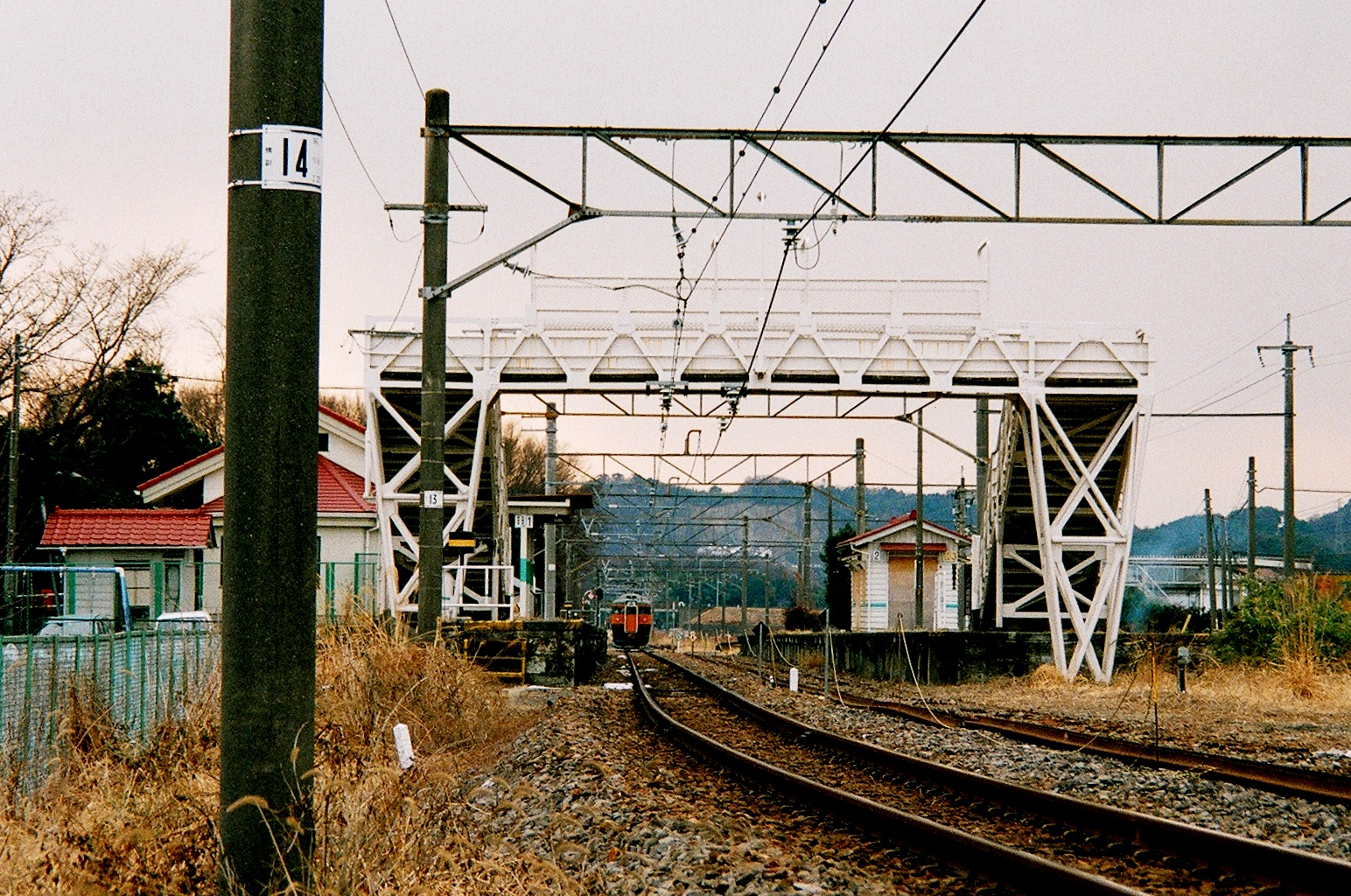
列車交換設備撤去中の大平下駅（1998年）

## 駅構造
単式ホーム1面1線を有する地上駅。あしかがフラワーパーク駅が開業するまでは、複線区間を除いて両毛線で唯一交換設備を有さない棒線駅であった。以前は単式・島式混合2面3線であり、駅の両側に、ポイントの名残がある。跨線橋は撤去されたが、使用されなくなった島式ホームはまだ残されている。
トイレは男女別水洗式で、駅舎横に設置されている。以前は男女共用の汲取り式であった。
足利駅管理の無人駅。簡易Suica改札機・自動券売機（Suica対応・EV20）が設置されている。

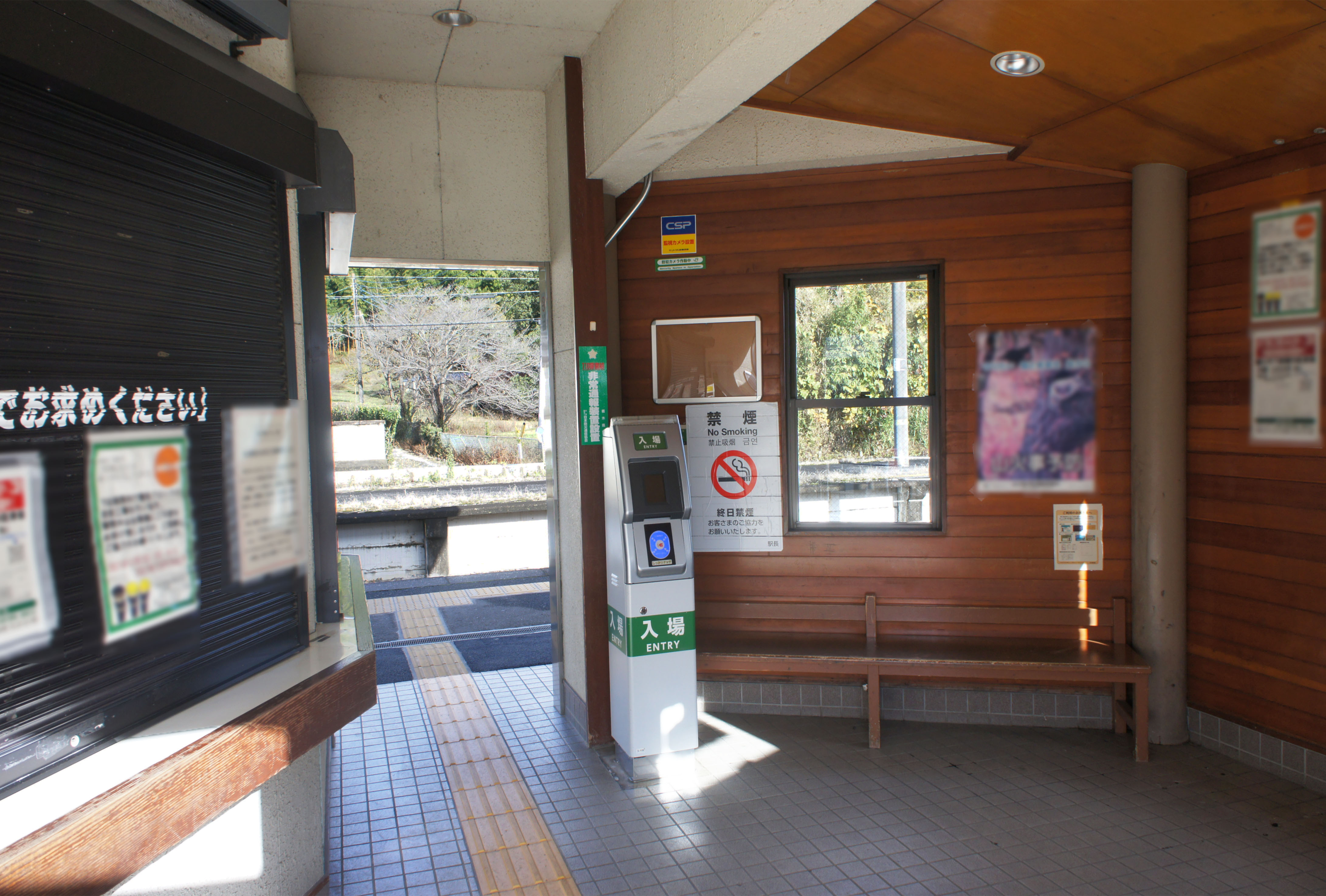
改札口（2021年11月）
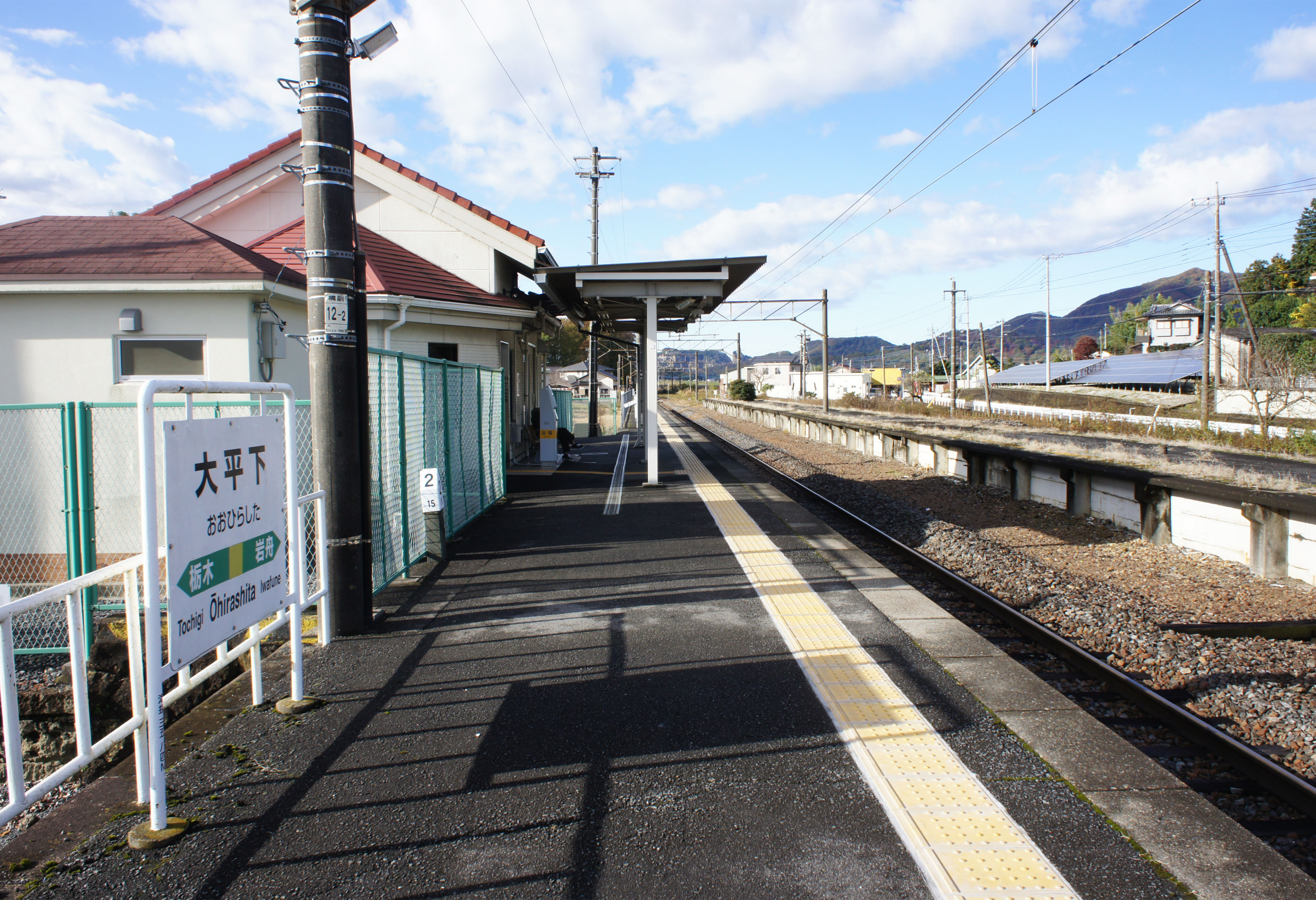
ホーム（2021年11月）

## 利用状況
1日平均乗車人員及び年間乗車人員の推移は以下の通り。
| 乗車人員推移       | 乗車人員推移                 | 乗車人員推移                | 乗車人員推移 |
| 年度               | 1日平均乗車人員 （単位：人） | 年間乗車人員 （単位：千人） | 出典         |
| ------------------ | ---------------------------- | --------------------------- | ------------ |
| 1927年（昭和 2年） |                              | 71.751                      | [ 5 ]        |
| 1928年（昭和 3年） |                              | 73.607                      | [ 5 ]        |
| 1929年（昭和 4年） |                              | 70.698                      | [ 5 ]        |
| 1930年（昭和 5年） |                              | 63.616                      | [ 5 ]        |
| 1931年（昭和 6年） |                              | 56.398                      | [ 5 ]        |
| 1955年（昭和30年） |                              | 196                         | [ 5 ]        |
| 1960年（昭和35年） |                              | 534                         | [ 5 ]        |
| 1965年（昭和40年） |                              | 656                         | [ 5 ]        |
| 1970年（昭和45年） |                              | 411                         | [ 5 ]        |
| 1975年（昭和50年） |                              | 323                         | [ 5 ]        |
| 2000年（平成12年） | 541                          |                             | [ 6 ]        |
| 2001年（平成13年） | 516                          |                             | [ 7 ]        |
| 2002年（平成14年） | 469                          |                             | [ 8 ]        |
| 2008年（平成20年） |                              | 181                         | [ 9 ]        |
| 2009年（平成21年） |                              | 172                         | [ 10 ]       |
| 2010年（平成22年） |                              | 185                         | [ 11 ]       |
| 2011年（平成23年） |                              | 183                         | [ 12 ]       |

## 駅周辺
当駅周辺にもある程度人口集積はあるものの、大平町市街地には当駅よりも東武日光線新大平下駅が近い位置にある。2005年（平成17年）度から2013年（平成25年）度にかけて行われたJR大平下駅前土地区画整理事業によって、駅前広場が整備された。
- 新大平下駅
- 栃木市役所大平総合支所
- ぶどう通り
- 大平町ぶどう団地
- 大平郵便局
- 大平下病院
- 栃木市立大平西小学校
- ヨークタウン大平町
  - ヨークベニマル 大平町店
- カインズモール大平（約1.5 km）
- 太平山
  - 太平山神社
- 日立グローバルライフソリューションズ栃木事業所
- 栃木県道11号栃木藤岡線（例幣使街道・富田バイパス）

## バス路線
駅前ロータリーにJR大平下駅バス停があり、ふれあいバスの路線が発着する。
- 藤岡線：栃木駅南口行 / 間明田理容室前（藤岡）行 / 道の駅かぞわたらせ行[注釈 1] / 谷中湖行[注釈 2]
- 部屋線：栃木駅行 / 藤岡駅行 / 部屋南部桜づつみ公園

## 隣の駅
東日本旅客鉄道（JR東日本）
■両毛線
栃木駅 - 大平下駅 - 岩舟駅